# Lonchothyrea
Lonchothyrea is een geslacht van kevers uit de familie bladsprietkevers (Scarabaeidae). Het geslacht werd voor het eerst wetenschappelijk beschreven in 1895 door Kolbe.

## Soorten
- Lonchothyrea mozambica (Bertoloni, 1849)